# Xã Lone Tree, Quận Clay, Iowa
Xã Lone Tree (tiếng Anh: Lone Tree Township) là một xã thuộc quận Clay, tiểu bang Iowa, Hoa Kỳ. Năm 2010, dân số của xã này là 792 người.